# 中野富士見中学いじめ自殺事件
中野富士見中学いじめ自殺事件（なかのふじみちゅうがくいじめじさつじけん）は、1986年（昭和61年）に東京都中野区で起きた男子中学生の自殺事件。俗に「葬式ごっこ事件」とも言われ、学級担任がいじめに加担するなど日本で初めていじめ自殺事件として社会的に注目された事件でもあった。

## 事件の概要
1986年（昭和61年）2月1日深夜、中野区立中野富士見中学校（2009年3月閉校、2009年4月より第一中学校と共に南中野中学校へ統合・再編）2年の男子生徒が、父の故郷である岩手県盛岡市の盛岡駅ビルのショッピングセンター「フェザン」地下の公衆便所（レストラン側）で、首吊り自殺で亡くなっていたところを、巡回中の警備員に発見された。床には、「このままじゃ生きジゴクになっちゃうよ」と記載された遺書が残されていた。
男子生徒は、2年生に進級した後に級友グループから使い走りをやらされるようになった。 生徒は祖母にこのことをもらした。それに対して生徒の祖母は、使い走りをきっぱり断るように言ったという 。やがていじめに遭うようになり、それが徐々にエスカレートし、日常的に暴行を受けるまでになった。さらに、そのいじめグループらの主催によって学校でその男子生徒の「葬式ごっこ」が開かれることとなる。その「葬式ごっこ」には担任教師ら4人が加担し、寄せ書きを添えていた。加担の理由として「どっきりだから」といじめていたグループに説明されたから記載したと釈明した。それがきっかけとなり男子生徒は学校を休みがちになり、のちに自殺することになった。
担任教師らは、自分の身を守るために担任を行っていた生徒らに対し、自殺した生徒について口止めするように言っていたことも発覚した。他にもいじめを知っていながら教育委員会などに対し報告も行わなかったり、自殺後に開かれた聞き取り調査では自殺した生徒に原因があるかのような発言まで行っていた。同年4月、保身に走っていた担任教師に対して事件後に発覚した学習塾でのアルバイト行為などにより諭旨免職の懲戒処分が、校長と4人の教師に対し減給などの懲戒処分が下り、校長と2人の教師が依願退職した。
この自殺事件で同校生徒の精神面も不安定となり、授業中に生徒Aが「お前は○○（自殺した生徒の名前）二世、自殺しろ!!」と罵りながら生徒Bに暴行を加える事件も起きた。この際教師はAが暴行を加える間は「やめろやめろ」と声を掛けるだけで何もせず、暴行に堪りかねたBが激昂して反撃した途端止めに入った。その教師の行動に更に激昂したBが「Aを殺して俺も死ぬ!」と言い残して教室を飛び出して刃物を購入、逮捕される事態となった。
この事件はマスメディアにより大々的に報道され、初めていじめ自殺事件がクローズアップされた事件でもある。報道により学校や教師の自宅、いじめに加担していた生徒の自宅に嫌がらせが発生した。これ以外にも、被害者である生徒の遺族の自宅にまで嫌がらせが発生し遺族が二次被害を受けることとなった。
同年4月、警視庁はいじめに加担していた16人を傷害および暴行容疑で書類送検した。6月、男子生徒の遺族が遺書で名指しされた生徒2名とその両親ら、および東京都と中野区に対し東京地方裁判所で損害賠償訴訟を起こした。同年9月、東京地方裁判所は名指しされた生徒2名に保護観察処分を下した。1991年3月27日、東京地方裁判所は「葬式ごっこはいじめと認めないが、自殺直前に行われた暴行が自殺となった」としていじめそのものを否定した。更には遺書に記されていた内容について、遺族と生徒との間に問題があったことを示唆していると述べ、被告らに400万円の賠償命令を下した。いじめを認めなかった判決に納得できない遺族は控訴し、1994年5月20日、東京高等裁判所は「葬式ごっこなど、普通の人なら苦痛に感じるはず。それが止められなかった学校にも責任がある。但し、いじめと自殺との因果は不明である」と述べ、被告らに1,150万円の賠償命令を下した。
事件から35年後、2021年5月29日にNHK総合テレビジョンで放送された「ストーリーズ　事件の涙」では多くの関係者が口を閉ざす中、自殺した男子生徒の元同級生2人が「少しでもいじめが減らせれば」との思いからその当時の状況についてのインタビューに応じていた。